# Đặng Văn Hướng
Đặng Văn Hướng (1887 – 1954) là quan nhà Nguyễn, từng giữ chức Thị lang Bộ Công, Tham tri Bộ Hình triều đình nhà Nguyễn, Tuần vũ Hà Tĩnh, Tổng đốc Nghệ An thuộc Chính phủ Trần Trọng Kim. Sau năm 1945, từng là Quốc vụ khanh đặc trách công tác ở 3 tỉnh Thanh- Nghệ - Tĩnh trong Chính phủ Hồ Chí Minh.

## Gia thế
Ông người làng Nho Lâm, xã Diễn Thọ, huyện Diễn Châu, tỉnh Nghệ An. Gia đình của ông nổi tiếng khoa bảng, đại gia tộc quan lại giàu có, quyền quý ở đất Nho Lâm. Cha của ông là Đình nguyên Hoàng giáp Đặng Văn Thụy (khoa Giáp Thìn - 1904), từng làm Tế tửu Quốc tử Giám. Mẹ của ông là bà Cao Thị Bích, con gái của Đông các Đại học sĩ Cao Xuân Dục. Vợ của ông là bà Hoàng Thị Hiến, con gái đầu của cụ Hoàng Đạo Phương, cụ Phương là anh ruột học giả Hoàng Đạo Thúy. Anh trai của ông là Đặng Văn Oánh đỗ Phó bảng (khoa Kỷ Mùi-1919) giữ chức Giáo thụ An nhân.

## Sự nghiệp khoa bảng và quan trường
Ông đỗ Cử nhân năm 1906, đỗ Phó bảng (khoa Kỷ Mùi-1919) cùng năm với anh trai Đặng Văn Oánh.
Ông học tiếng Pháp từ ABC trong hai năm, đỗ Thành chung. Do có học vấn đông tây toàn diện, ông được bổ dụng làm các việc: Huấn đạo, Giáo thụ phủ Diễn châu, Tri huyện, Tri phủ, Thị lang Bộ Công, Tham tri Bộ Hình, Tuần vũ tỉnh Hà Tĩnh. Tính ông thẳng thắn, trung thực, hay phê phán quan trên cả Tây lẫn ta, nhiều lần biểu hiện tính dân tộc mạnh mẽ.
Với tính ấy, quan trên không ưa, cho ông về hưu với hàm Thượng thư. Ông không được lòng cấp trên, nhưng lại được lòng cấp dưới. Cũng vì vậy, nên khi Chính phủ Trần Trọng Kim ra đời, ông được mời tham gia Chính phủ, ông từ chối, sau đấy được mời làm Tổng đốc Nghệ An . Ông nhận lời vì vừa giúp nước, giúp dân, vừa gần mẹ già.
Trong thời gian ông làm Tổng đốc, phong trào Việt Minh đã dần vận động người dân đất xứ Nghệ. Ông Đặng Văn Hướng thường quan hệ bí mật với Trần Văn Cung (Bí thư Tỉnh ủy Nghệ An) và ông Lê Viết Lượng (sau này là Chủ tịch Ủy ban Kháng chiến Trung Bộ). Một mặt lo cho dân làm ăn yên ổn, lo đối phó với quân Nhật luôn có nhiều yêu sách, luôn sẵn sàng khủng bố đàn áp cách mạng, một mặt ông và ông Trần Văn Cung chuẩn bị bí mật cho cuộc Tổng khởi nghĩa tại Nghệ An. Ông cho thay thế tên lãnh binh bằng ông Trần Văn Quang (sau này là Thượng tướng, Thứ trưởng Bộ Quốc phòng, Chủ tịch Hội CCB Việt Nam). Chức Chánh văn phòng tỉnh được ông giao cho Nguyễn Tạo (sau này là Tổng cục trưởng Tổng cục Lâm nghiệp). Ông thay những tên tri huyện có xu hướng thân Pháp, Nhật bằng những người có xu hướng dân tộc… Vô hình, ông đã Việt minh hóa bộ máy chính quyền Trần Trọng Kim, vì vậy mà khi Cách mạng Tháng Tám nổ ra, ông bàn giao ấn tín, súng đạn, tiền của, giấy má từ chính quyền thân Nhật sang chính quyền Cách mạng như trở bàn tay, không tốn một viên đạn, một giọt máu. Xe của Việt Minh treo cờ đỏ sao vàng, rước ông về quê rất trân trọng, trong tiếng hoan hô đón tiếp của dân làng. Ông về với ngôi nhà nhỏ ba gian thô sơ và giản dị. Sau đó ông tham gia Việt Minh tại Liên khu 4. Cũng vì có công ấy, khi Chủ tịch Hồ Chí Minh thành lập Chính phủ mới, ông được mời giữ chức Bộ trưởng không bộ (từ 1947), phụ trách Thanh-Nghệ-Tĩnh.
Từ năm 1946 đến năm 1953, ông cùng các Bí thư, Chủ tịch 3 tỉnh lăn lộn từ nơi này đến nơi khác, hiểu dụ, kêu gọi đồng bào góp công, góp sức cho kháng chiến chống Pháp.

## Oan khuất
Ngày 19 tháng 12 năm 1953, Luật Cải cách ruộng đất được thông qua.
Đầu năm 1954, ông bị nông dân địa phương đấu tố là thành phần phong kiến áp bức vì ông từng làm quan lớn cho triều Nguyễn. Lúc bấy giờ, Chủ tịch Hồ Chí Minh đã truyền lệnh cho địa phương không được đấu tố cụ Đặng Văn Hướng nhưng không kịp (con trai ông là Đặng Văn Việt trả lời phỏng vấn của nhà báo Pháp Dominique de Miscault ngày 5 tháng 3 năm 2009)
Ông vì uất ức nên mắc bệnh và qua đời, hầu hết người thân trong gia đình ông đi ra nước ngoài. Ông có tám con: 3 trai, 5 gái. Một người con trai là Trung tá Đặng Văn Việt, anh hùng Quân đội nhân dân Việt Nam, một con gái út tên Đặng Thị Tâm, Giáo sư Tiến sĩ ngành Tâm lý trẻ em tại Illinois (Hoa Kỳ), Giáo sư Đặng Văn Ký đang dạy ở Polytechnique (Pháp) và bà Đặng Thị Lý (vợ Phan Huy Quát) sống ở Sydney (Úc), một người con gái khác cũng sống ở Úc.

## Chú dẫn
1. ↑  Sách "Người lính già Đặng Văn Việt, chiến sĩ đường số 4 anh hùng", Nhà xuất bản Trẻ, Tp.HCM - 2004, trang 44
2. ↑  "Người anh hùng không được phong tặng (Báo Tuổi Trẻ)".
3. ↑  "IN BÀI VIẾT". Quân đội nhân dân. Truy cập ngày 15 tháng 3 năm 2015.